# Liên bang hóa Canada

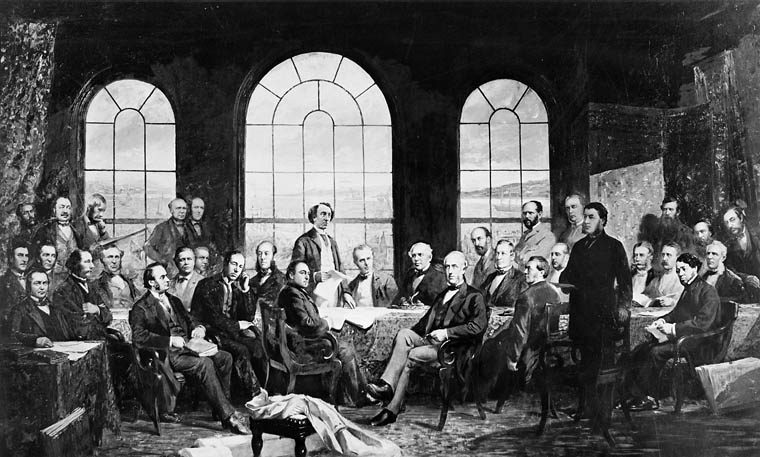
Ảnh năm 1885 của bức vẽ năm 1884 mang tên "Những người cha của Liên bang" của Robert Harris năm 1884.

Liên bang hóa Canada (tiếng Pháp: Confédération canadienne) là một quá trình dẫn đến việc hình thành Quốc gia tự trị Canada vào ngày 1 tháng 7 năm 1867. Vào ngày đó, ba thuộc địa của Anh trở thành bốn tỉnh của quốc gia tự trị mới. Tỉnh Liên hiệp Canada được phân thành các tỉnh Ontario và Québec, hai thuộc địa New Brunswick và Nova Scotia trở thành hai tỉnh nữa của Quốc gia tự trị.
Canada là một quốc gia liên bang và không phải một liên minh của các bang có chủ quyền theo ý nghĩa thông thường của bang liên; song thường được nhận định là nằm trong số các liên bang phân quyền nhiều hơn trên thế giới.

## Lịch sử

### Tổ chức thuộc địa
Toàn bộ các cựu thuộc địa và lãnh thổ tham gia Liên bang Canada vào ngày 1 tháng 7 năm 1867 ban đầu là bộ phận của Tân Pháp, và từng nằm dưới quyền cai trị của Pháp. Quốc vương James VI trao Nova Scotia cho William Alexander vào năm 1621. Yêu sách này trùng lấn với yêu sách của Pháp về Acadia, và mặc dù thuộc địa Nova Scotia của Scotland đoản mệnh, song xung đột lợi ích đế quốc giữa Pháp và Anh Quốc dẫn đến một cuộc đấu tranh kéo dài quyết liệt nhằm kiểm soát khu vực. Nova Scotia đại lục hiện nay cuối cùng bị Anh Quốc giành được theo Hiệp định Utrecht vào năm 1713 và cư dân Acadia cuối cùng bị Anh Quốc trục xuất vào năm 1755. Chúng được gọi là Acadia Nova Scotia, bao gồm New Brunswick ngày nay. Phần còn lại của Tân Pháp rơi vào tay Anh Quốc theo Hiệp định Paris (1763) kết thúc Chiến tranh Bảy năm. Từ 1763 đến 1791, hầu hết Tân Pháp trở thành tỉnh Quebec. Tuy nhiên, đến năm 1769 thì Đảo Vương tử Edward, từng là bộ phận của Acadia, được đổi tên thành "đảo St John’s" và được tổ chức thành một thuộc địa riêng. Lãnh thổ này được đổi thành "Đảo Vương tử Edward" vào năm 1798 nhằm vinh danh Vương tử Edward, Công tước xứ Kent và Strathearn.
Nỗ lực định cư đầu tiên của người Anh là tại Newfoundland, lãnh thổ này không gia nhập Liên bang cho đến năm 1949. Hiệp hội Thương nhân hợp doanh của Bristol bắt đầu tiến hành định cư tại Newfoundland và Labrador tại Cuper's Cove ngay từ năm 1610, và người Pháp cũng hiện diện tại Newfoundland.
Trong bối cánh Cách mạng Mỹ, một ước tính cho rằng 50.000 người trung thành với Đế quốc Anh chạy đến Bắc Mỹ thuộc Anh. Người Anh thiết lập thuộc địa New Brunswick riêng biệt vào năm 1784 cho những người trung thành đến định cư tại phần phía tây của Nova Scotia. Nova Scotia (bao gồm New Brunswick) tiếp nhận hơn một nửa dòng người này, nhiều người trung thành cũng định cư tại Tỉnh Quebec, và theo Đạo luật Hiến pháp năm 1791 thì tỉnh này được phân ly thành Thượng Canada chủ yếu Anh ngữ và Hạ Canada chủ yếu Pháp ngữ. Chiến tranh năm 1812 và sau đó là Hiệp ước 1818 chế định vĩ tuyến 49 là biên giới giữa Hoa Kỳ và Anh Quốc từ Ngũ Đại Hồ đến dãy núi Rocky tại miền Tây Canada.

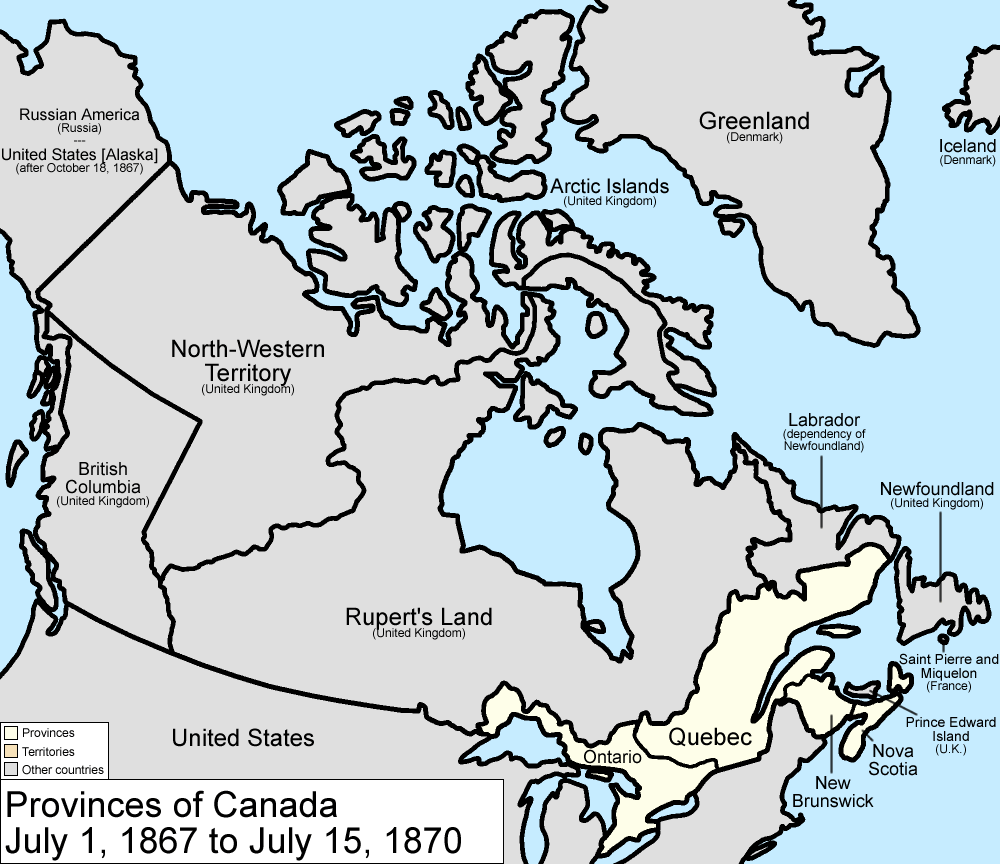
Lãnh thổ Canada khi liên bang hóa.

Sau Khởi nghĩa năm 1837, Bá tước John Lambton trong Báo cáo Durham Report có đề xuất rằng Thượng Canada và Hạ Canada nên được hợp nhất thành tỉnh Canada và rằng tỉnh mới nên có một chính phủ trách nhiệm. Như một kết quả của Báo cáo Durham, Quốc hội Anh thông qua Đạo luật Liên hiệp 1840, và tỉnh Canada được hình thành vào năm 1841. Tỉnh mới được phân thành hai phần: Canada Tây (nguyên là Thượng Canada) và Canada Đông (nguyên là Hạ Canada). Toàn quyền James Bruce cấp thể chế trách nhiệm vào năm 1848, đầu tiên là cho Nova Scotia và sau là cho Canada. Trong những năm sau, người Anh mở rộng chính phủ trách nhiệm cho Đảo Vương tử Edward (1851), New Brunswick (1854), và Newfoundland (1855).
Khu vực mà hiện tại là British Columbia là tàn dư của Khu vực Columbia và Khu vực New Caledonia thuộc Công ty Vịnh Hudson sau Hiệp định Oregon. Trước khi gia nhập Canada vào năm 1871, British Columbia gồm Thuộc địa British Columbia (thành lập năm 1858), và Thuộc địa Đảo Vancouver (thành lập năm 1849) hợp nhất với Thuộc địa British Columbia vào năm 1866.
Phần còn lại của Canada ngày nay gồm Đất Rupert và Lãnh thổ Tây-Bắc (đều nằm dưới quyền kiểm soát của Công ty Vịnh Hudson và được bán cho Canada vào năm 1870) và Quần đảo Bắc Cực- nằm dưới quyền kiểm soát trực tiếp của Anh và trở thành một bộ phận của Canada vào năm 1880.

### Nỗ lực ban đầu

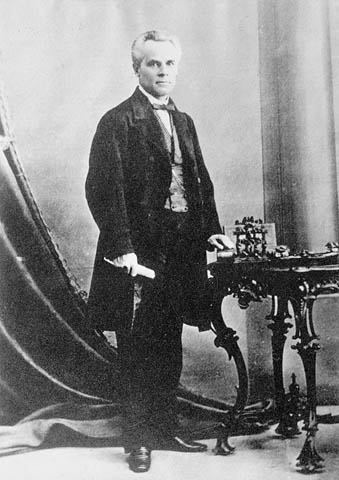
George-Étienne Cartier

Ý tưởng về một liên minh lập pháp gồm toàn bộ các thuộc địa của Anh tại châu Mỹ phát sinh ít nhất là từ năm 1754, khi Đại hội Albany được tổ chức, tiền thân của Quốc hội Lục địa vào năm 1774. Có ít nhất mười hai kế hoạch khác sau đó. Tuy nhiên, chúng không bao gồm các thuộc địa nằm tại lãnh thổ nay thuộc Canada.
Ý tưởng hồi sinh vào năm 1839 trong Báo cáo Durham, với kết quả là liên hiệp của Thượng và Hạ Canada. Bắt đầu vào năm 1857, Joseph-Charles Taché đề xuất một liên bang trong một loạt gồm 33 bài phát hành trên Courrier du Canada.
Năm 1859, Alexander Tilloch Galt, George-Étienne Cartier và John Ross đến Anh Quốc để trình lên Quốc hội một kế hoạch về việc liên bang hóa các thuộc địa của Anh, nhà đương cục Anh lãnh đạm với đề xuất. Đến năm 1864, tình hình trở nên hiển nhiên rằng tiếp tục quản trị tỉnh Canada theo các điều khoảng của Đạo luật Liên hiệp 1840 đã trở nên bất khả thi. Do đó, một đại liên minh đảng phải được thành lập nhằm cải cách hệ thống chính trị.

### Ảnh hưởng dẫn đến liên bang hóa
Có một số yếu tố tác động đến liên bang hóa, bắt nguồn từ nội bộ và áp lực từ bên ngoài:
Nguyên nhân nội bộ
- Bế tắc chính trị bắt nguồn từ cấu trúc chính trị hiện hành
- Áp lực nhân khẩu (tăng dân số)
- Chủ nghĩa dân tộc kinh tế và triển vọng phát triển kinh tế
- Một đường sắt liên thuộc địa sẽ cải thiện mậu dịch, di chuyển quân sự, và giao thông nói chung

Áp lực bên ngoài
- Hủy bỏ Hiệp định Tương hỗ Canada-Mỹ (một chính sách mậu dịch tự do) vào năm 1865 từ phía Hoa Kỳ, một phần là nhằm trả đũa chống Anh Quốc về việc hỗ trợ phi chính thức cho phe miền Nam trong Nội chiến Mỹ
- Học thuyết vận mệnh hiển nhiên của Hoa Kỳ, mối đe dọa tiềm tàng về việc Hoa Kỳ xâm chiếm gia tăng do Thương vụ Alaska năm 1867
- Nội chiến Mỹ, làm nhiều người Canada khiếp sợ và khiến nhiều người rời xa bất kỳ tư tưởng cộng hòa nào, cùng với các hành động của Anh trong chiến tranh, và phản ứng của Hoa Kỳ với Canada
- Các cuộc tấn công của Fenian
- Triết lý Tiểu Anh, do đó Anh Quốc không còn muốn duy trì quân đội tại các thuộc địa.
- Áp lực chính trị từ các nhà tài phiệt Anh đã đầu tư tiền vào Đường sắt Grand Trunk thua lỗ
- Sự vụ Trent

### Hội nghị Charlottetown

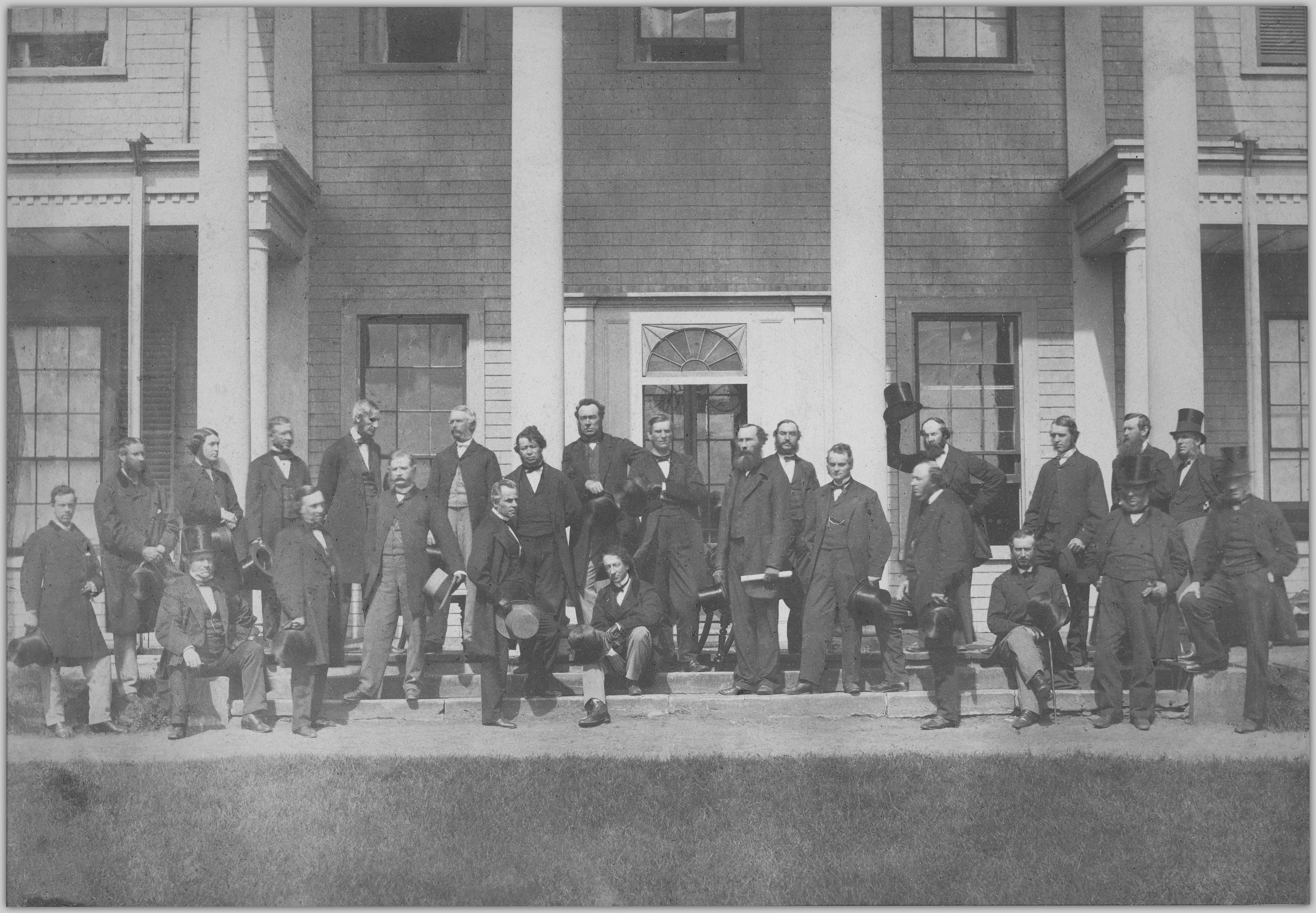
Các đại biểu tại Hội nghị Charlottetown trên bậc thềm của Tòa nhà Chính phủ Đảo Vương tử Edward, tháng 9 năm 1864.

Trong mùa xuân năm 1864, thủ tướng của New Brunswick là Samuel Leonard Tilley, thủ tướng của Nova Scotia là Charles Tupper, và thủ tướng của Đảo Vương tử Edward là John Hamilton Gray dự tính ý tưởng về một Liên minh Hàng hải hợp nhất ba thuộc địa với nhau.
Thủ tướng tỉnh Canada là John A. Macdonald gây ngạc nhiên cho các thủ tướng Đại Tây Dương khi hỏi về việc tỉnh Canada có thể được bao gồm trong đàm phán. Yêu cầu được chuyển qua Toàn quyền Monck đến Luân Đôn và được Bộ Thuộc địa chấp thuận. Sau vài năm xảy ra tê liệt lập pháp tại tỉnh Canada do cần thiết phải duy trì một đa số lập pháp kép (một đa số tại cả hai đoàn đại biểu Canada Đông và Canada Tây trong Nghị viện tỉnh Canada), Macdonald lãnh đạo Đảng Tự do-Bảo thủ của ông gia nhập Đại liên minh với Đảng Lam của George-Étienne Cartier và Clear Grits của George Brown. Macdonald, Cartier, và Brown cảm thấy rằng liên hiệp với các thuộc địa khác của Anh có thể là một cách thức để giải quyết các vấn đề chính trị của tỉnh Canada.
Hội nghị Charlottetown bắt đầu vào ngày 1 tháng 9 năm, 1864. Do chương trình nghị sự của hội nghị đã được xác định, phái đoàn từ tỉnh Canada ban đầu không phải là một bên của Hội nghị. Vấn đề Liên hiệp Hàng hải bị hoãn lại và người Canada chính thức được chấp thuận tham gia và diễn thuyết trong Hội nghị.
Không còn lại các biên bản từ Hội nghị Charlottetown, song biết rằng George-Étienne Cartier và John A. Macdonald trình bày lập luận ủng hộ một liên hiệp của bốn thuộc địa; Alexander Tilloch Galt trình bày các đề xuất của tỉnh Canada về các thỏa thuận tài chính của một liên hiệp như vậy; và rằng George Brown trình một đề xuất về một hình thức chính phủ liên hiệp. Đề xuất của phái đoàn Canada về hệ thống chính phủ gồm:
1. Duy trì các quan hệ với Anh Quốc;
2. Để lại thẩm quyền cho một cơ cấu trung ương;
3. Một hệ thống lưỡng viện gồm một hạ viện được đại diện theo dân số và một thượng viện với đại diện dựa theo khu vực, thay vì theo tỉnh, bình đẳng;
4. Chính phủ trách nhiệm tại cấp liên bang và cấp tỉnh;
5. Quân chủ Anh bổ nhiệm một toàn quyền.

Các đề xuất khác hấp dẫn các chính trị gia từ các thuộc địa Hàng hải là:
1. Chính phủ trung ương đàm nhiệm nợ của tỉnh;[29]
2. Thu nhập từ chính phủ trung ương được phân bổ cho các tỉnh dựa trên cơ sở dân số;[29]
3. Việc xây dựng một đường sắt liên thuộc địa liên kết Montreal và Halifax, khiến Canada tiếp cận một cảng không bị đóng băng trong mùa đông và các thuộc địa Hàng hải dễ dàng tiếp cận đến Canada và Đất Rupert.[30]

Đến ngày 7 tháng 9 năm 1864, các đại biểu từ Nova Scotia, New Brunswick và Đảo Vương tử Edward đưa ra một trả lời tích cực đến phái đoàn Canada, biểu thị quan điểm rằng liên bang của tất cả các tỉnh được nhận định là hấp dẫn nếu các điều khoản liên hiệp có thể được thực hiện thỏa đáng và vấn đề Liên hiệp Hàng hải bị loại bỏ. Sau khi Hội nghị ngưng vào ngày 9 tháng 9, tiếp tục có các cuộc họp giữa các phái đoàn tổ chức tại Halifax, Saint John, and Fredericton.
Một trong những mục đích quan trọng nhất của Hội nghị Charlottetown là giới thiệu với người Canada với các nhà lãnh đạo từ các tỉnh Hàng hải và ngược lại. vào thời điểm đó, không có liên kết đường sắt từ thành phố Quebec đến Halifax, và mọi người tại mỗi khu vực có ít cơ hội giao thương. D'Arcy McGee là một trong số ít đại biểu Canada từng đến khu vực Hàng hải, cùng với một thương đoàn vào mùa hè năm đó. George Brown nhận xét trọng một bức thư với vợ là Anne rằng trong một bữa tiệc do Thủ tướng Đảo Vương tử Edward là John Hamilton Gray tổ chức, ông gặp một phụ nữ chưa từng rờ khỏi đảo trong đời. Tuy vậy, ông phát hiện ra rằng cư dân trên đảo "văn minh kinh ngạc".

### Hội nghị Quebec
Sau khi trở về từ Hội nghị Charlottetown, John A. Macdonald yêu cầu Toàn quyền tỉnh Canada Charles Monck mời đại biểu của ba tỉnh Hàng hải và Newfoundland đến một hội nghị với các đại biểu Canada Liên hiệp. Monck thực hiện và Hội nghị được tổ chức tại thành phố Quebec trong tháng 10 năm 1864.

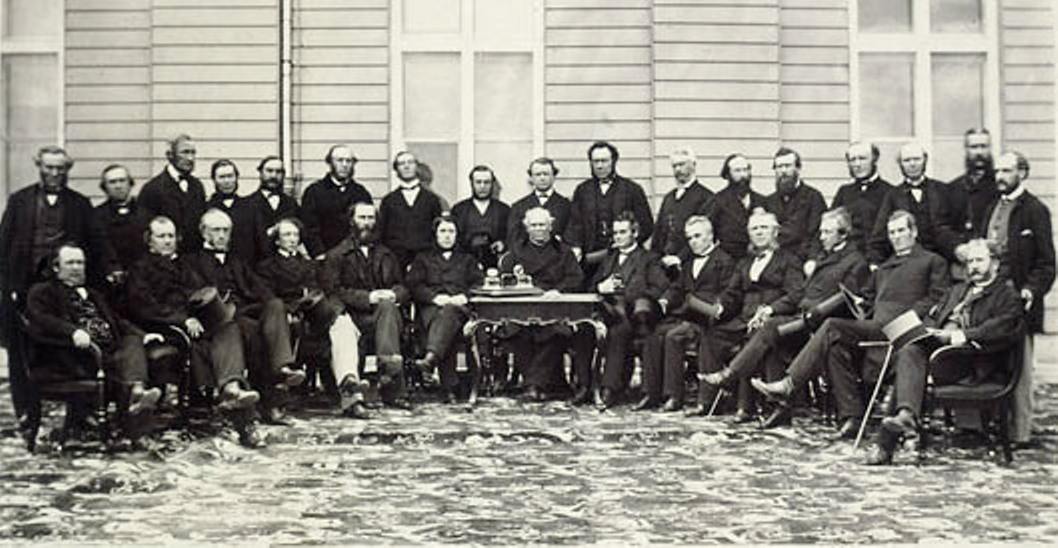
Các đại biểu tại Hội nghị Quebec, tháng 10 năm 1864.

Hội nghị bắt đầu vào ngày 10 tháng 10 năm 1864, tại địa điểm nay là Công viên Montmorency. Hội nghị bầu Étienne-Paschal Taché là chủ tịch, song bị Macdonald chi phối. Bất chấp khác biệt về quan điểm của một số đại biểu trên một số vấn đề, Hội nghị Quebec đã truyền cảm tình quyết tâm và dân tộc chủ nghĩa. Đối với các nhà cải cách Canada Tây do George Brown lãnh đạo thì kết thúc điều mà họ cho là trở ngại của người Canada gốc Pháp trong các sự vụ địa phương. Đối với những người Hàng hải như Tupper của Nova Scotia hay Tilley của New Brunswick, mậu dịch và tăng trưởng đột nhiên có tiềm năng lớn hơn nhiều.
Trên vấn đề Thượng viện, các thuộc địa Hàng hải gây áp lực nhằm bình đẳng nhất có thể. Với việc Newfoundland tham gia Hội nghị, ba thuộc địa Hàng hải khác không muốn trông thấy sức mạnh các khu vực của họ tại thượng viện bị giảm đi chỉ vì đưa Newfoundland vào hạng mục Đại Tây Dương. Vấn đề Thượng viện trở thành mối đe dọa làm trật bánh toàn bộ quá trình. Macdonald tiến đến gần thỏa hiệp là trao cho Newfoundland bốn ghế thượng nghị sĩ nếu thuộc địa này gia nhập.
Các đại biểu từ các thuộc địa Hàng hải cũng nêu vấn đề về cấp chính phủ-liên bang hoặc tỉnh-rằng nên dược trao quyền lực không được định nghĩa cụ thể. Macdonald là người hướng đến chính phủ trung ương mạnh nhất có thể, khẳng định rằng điều này là của chính phủ trung ương, và trong vấn đề này ông nhận được sự ủng hộ của Tupper và những người khác.
Cuối Hội nghị, các đại biểu thông qua Nghị quyết 72, hình thành căn cứ cho một hội nghị dự kiến trong tương lai, Hội nghị ngưng vào ngày 27 tháng 10.
Đảo Vương tử Edward thất vọng từ Hội nghị Quebec, họ không nhận được ủng hộ để đảm bảo có sáu thành viên trong Chúng nghị viện được đề xuất, và bị từ chối trích cho $200.000 mà họ từng đề nghị tại Charlottetown để hỗ trợ trong việc mua lại cổ phần của các địa chủ khuyết diện.

### Hội nghị London

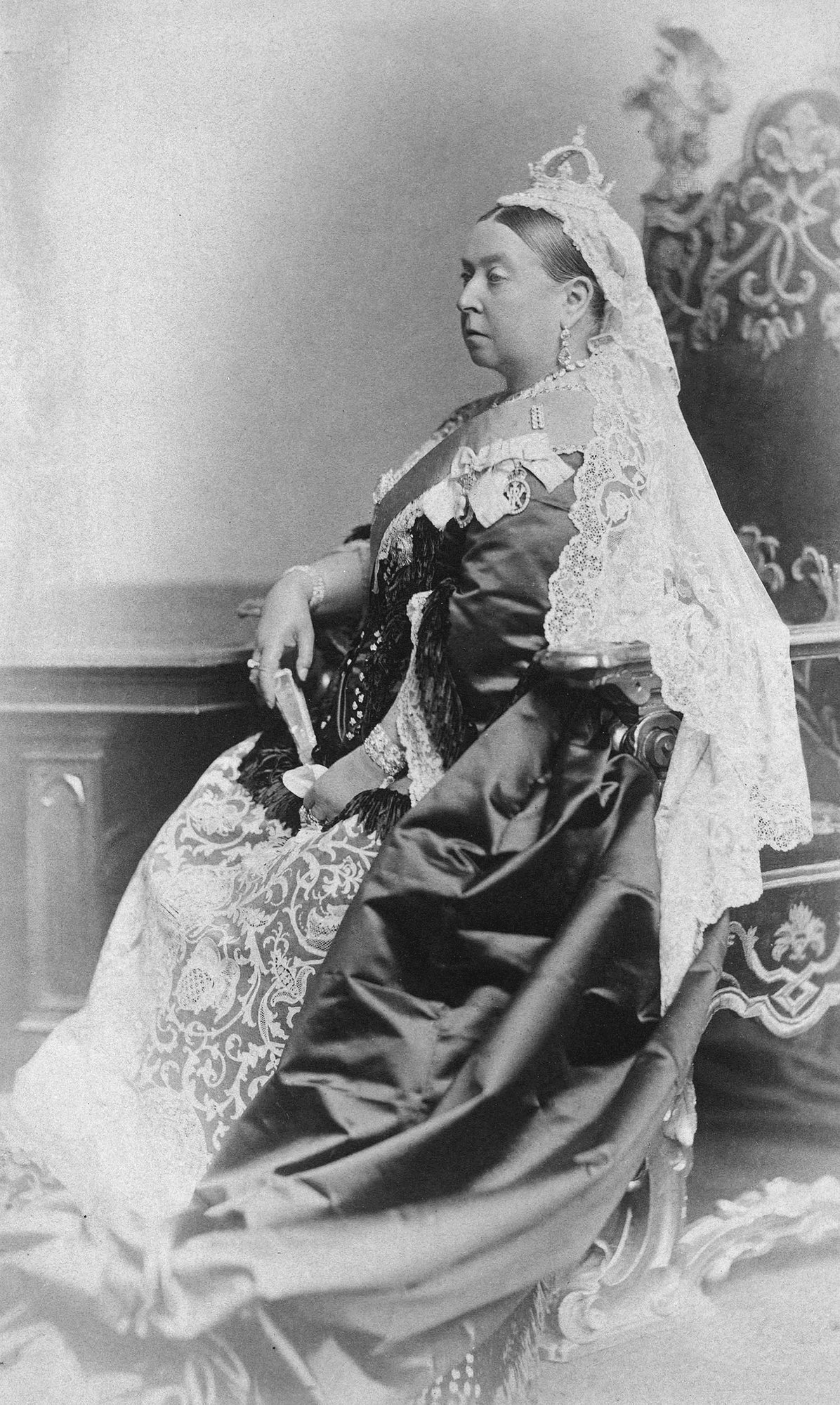
Nữ vương Victoria ngự chuẩn Đạo luật Bắc Mỹ thuộc Anh vào ngày 29 tháng 3 năm 1867

Sau Hội nghị Quebec, cơ quan lập pháp của tỉnh Canada thông qua một dự luật tán thành liên hiệp. Vấn đề liên hiệp gây tranh luận hơn tại các thuộc địa Hàng hải, và phải đến năm 1866 thì New Brunswick và Nova Scotia mới thông qua các nghị quyết liên hiệp, trong khi Đảo Vương tử Edward và Newfoundland tiếp tục chọn phản đối gia nhập.
Trong tháng 12 năm 1866, sáu đại biểu từ tỉnh Canada, New Brunswick, và Nova Scotia đến Luân Đôn, được Nữ vương Victoria tiếp kiến riêng. Trong một cuộc họp được tổ chức tại Khách sạn Cung điện Westminster, các đại biểu tái xét và phê chuẩn 72 nghị quyết; mặc dù Charles Tupper hứa với lực lượng phản đối liên hiệp tại Nova Scotia rằng ông sẽ thúc đẩy các sửa đổi, song không không thành công trong việc thông qua bất kỳ điều gì. Hiện còn được gọi là Nghị quyết Luân Đôn, các quyết định của hội nghị được chuyển tiếp đến Bộ Thuộc địa.
Sau khi nghỉ Giáng sinh, các đại biểu tái triệu tập trong tháng 1 năm 1867 và bắt đầu soạn thảo Đạo luật Bắc Mỹ thuộc Anh. Họ đồng thuận rằng quốc gia mới sẽ mang tên Canada, rằng Canada Đông sẽ được đổi thành Quebec và rằng Canada Tây sẽ được đổi thành Ontario. Tuy nhiên, từng có thảo luận sôi nổi về định danh quốc gia mới, cuối cùng các đại biểu chọn gọi quốc gia mới là Quốc gia tự trị Canada, sau khi "vương quốc" và "bang liên" cùng các lựa chọn khác bị bác bỏ vì nhiều nguyên nhân khác nhau. Thuật ngữ "quốc gia tự trị" được cho là đề xuất của Sir Samuel Leonard Tilley.
Các đại biểu hoàn thành dự thảo của họ về Đạo luật Bắc Mỹ thuộc Anh vào tháng 2 năm 1867. Đạo luật được trình cho Nữ vương Victoria vào ngày 11 tháng 2 năm 1867. Dự luật được giới thiệu tại Quý tộc viện vào ngày hôm sau, và nhanh chóng được viện này phê chuẩn. Sau đó, Dự luật cũng được nhanh chóng phê chuẩn tại Thứ dân viện. Đạo luật được ngự chuẩn vào ngày 29 tháng 3 năm 1867, và chế định 1 tháng 7 năm 1867 là ngày liên hiệp.

### Đạo luật Bắc Mỹ thuộc Anh

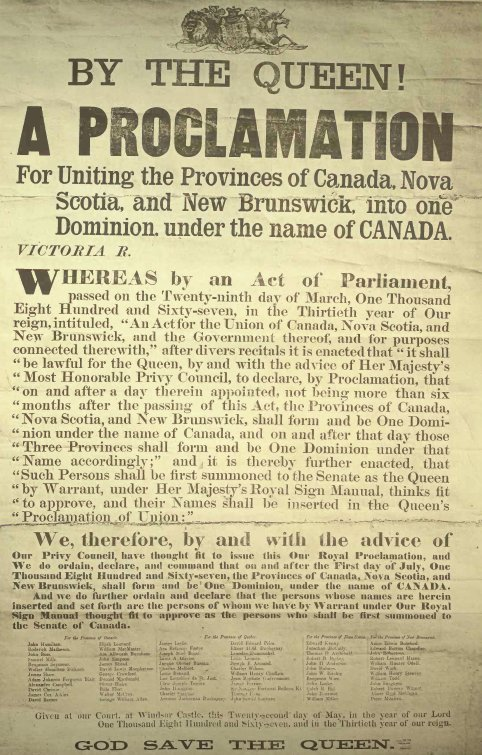
Tuyên ngôn liên bang hóa Canada

Liên bang hóa hoàn thành khi Nữ vương ngự chuẩn Đạo luật Bắc Mỹ thuộc Anh vào ngày 29 tháng 3 năm 1867, theo sau là một tuyên bố vương thất nói rằng: "Chúng tôi phán định, tuyên bố, và hạ lệnh rằng trong và sau ngày đầu tiên của tháng 7 năm 1867, các tỉnh Canada, Nova Scotia, và New Brunswick, sẽ tạo thành một quốc gia tự trị dưới tên gọi Canada." Đạo luật này thống nhất tỉnh Canada với các thuộc địa New Brunswick và Nova Scotia, có hiệu lực vào ngày 1 tháng 7 cùng năm. Đạo luật này thay thế Đạo luật Liên hiệp (1840) trước đó đã thống nhất Thượng Canada và Hạ Canada thành tỉnh Canada Thống nhất. Các tỉnh riêng biệt được tái lập với các tên hiện hành là Ontario và Quebec. 1 tháng 7 nay được kỷ niệm với tên ngày Canada.
Hình thức chính phủ lựa chọn được xem là thiết lập một liên bang dưới hình thức vương quốc. John A. Macdonald từng nói về "thành lập một chế độ quân chủ Anh vĩ đại" và mong muốn quốc gia mới hình thành được gọi là "Vương quốc Canada." Mặc dù có quân chủ tại Luân Đôn, song Bộ Thuộc địa phản đối "hấp tấp" và "khoe khoang" thuật ngữ "vương quốc", do lo ngại gây phản kháng từ Hoa Kỳ. Thuật ngữ "quốc gia tự trị" được lựa chọn để biểu thị tình trạng của Canada là một thực thể tự quản lý của Đế quốc Anh, đây là lần đầu tiên nó được sử dụng để chỉ một quốc gia.
Mặc dù Đạo luật Bắc Mỹ thuộc Anh trao cho Canada thêm quyền tự trị so với trước đó, song còn xa để hoàn toàn độc lập từ Anh. Phòng thủ Bắc Mỹ thuộc Anh trở thành một trách nhiệm của Canada. Chính sách đối ngoại vẫn nằm trong tay Anh, Ủy ban Tư pháp của Xu mật viện duy trì vị thế là tòa án thượng tố tối cao của Canada, và hiến pháp chỉ có thể sửa đổi tại Anh. Canada dần giành thêm quyền tự chủ, và đến năm 1931 thù thu được quyền tự trị đầy đủ trong Thịnh vượng chung Anh theo Đạo luật Westminster. Do các tỉnh của Canada không thể đồng thuận về một cách thức sửa đổi hiến pháp, quyền lực này vẫn được duy trì trong tay Quốc hội Anh. Năm 1982, quyền lực Hiến pháp được chuyển giao khi Elizabeth II ngự chuẩn Đạo luật Canada 1982. Hiến pháp Canada được tạo thành từ một số đạo luật được hệ thống hóa và các truyền thống chưa được hệ thống hóa; một trong các văn kiện chính là Đạo luật Hiến pháp 1982, nó đổi tên Đạo luật Bắc Mỹ thuộc Anh 1867 thành Đạo luật Hiến pháp 1867.

### Kết quả

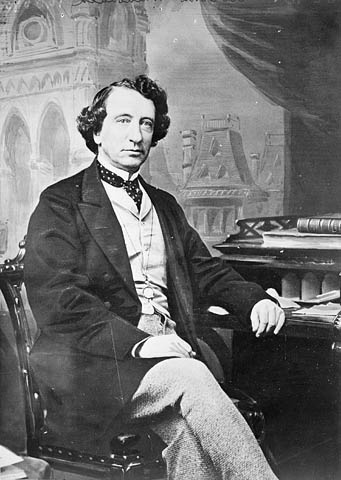
John A. Macdonald trở thành Thủ tướng Canada đầu tiên.

Các cuộc bầu cử Quốc gia tự trị được tổ chức vào tháng 8 và tháng 9 nhằm bầu ra Quốc hội đầu tiên, và bốn chính phủ cấp tỉnh mới tiến cử 72 cá nhân (24 cho mỗi tỉnh Quebec và Ontario, 12 cho mỗi tỉnh New Brunswick và Nova Scotia) vào ghế đại biểu Tham nghị viện.
Đảng Chống Liên bang hóa giành được 18 trong số 19 ghế của Nova Scotia tại Quốc hội trong tháng 9 năm 1867, và trong bầu cử cấp tỉnh Nova Scotia năm 1868, 36 trong số 38 ghế tại hội đồng lập pháp. Trong bảy năm, William Annand và Joseph Howe lãnh đạo một cuộc đấu tranh mà kết cục là bất thành nhằm thuyết phục nhà cầm quyền Đế quốc Anh giải thoát Nova Scotia khỏi Liên bang. Chính phủ Nova Scotia lớn tiếng chống Liên bang, tranh luận rằng nó không hơn gì cuộc thôn tính tỉnh này vào một tỉnh Canada tồn tại từ trước.

## Những người Cha của Liên bang
Những người Cha của Liên bang đầu tiên là các đại biểu từng tham dự các hội nghị tổ chức tại Charlottetown và Quebec trong năm 1864, hoặc là tại Luân Đôn vào năm 1866, dẫn đến liên bang hóa. Có 36 Cha của Liên bang theo dạng này, thư ký tại Hội nghị Charlottetown là Hewitt Bernard được một số người nhận định là một người Cha của Liên bang. Những người Cha sau này, từng đem các tỉnh khác vào Liên bang sau năm 1867 cũng được gọi là những người Cha của Liên bang. Theo cách này, Amor De Cosmos là người giúp đưa chế độ dân chủ đến British Columbia và đưa tỉnh vào Liên bang, được nhiều người nhận định là một người Cha của Liên bang. Cũng như vậy, Joey Smallwood tự xem mình là "người Cha cuối cùng của Liên bang", vì ông giúp đưa Newfoundland vào Liên bang năm 1949.

## Gia nhập Liên bang
Sau Đạo luật Liên hiệp năm 1867, Manitoba được thành lập theo một đạo luật của Quốc hội Canada vào ngày 15 tháng 7 năm 1870, song ban đầu là một khu vực có diện tích nhỏ hơn nhiều tỉnh hiện nay. British Columbia gia nhập Canada vào ngày 20 tháng 7 năm 1871 theo một sắc lệnh của Xu mật viện Đế quốc ban hành theo thẩm quyền của Đạo luật Bắc Mỹ thuộc Anh. Sắc lệnh hợp nhất các điều khoản Liên hiệp do chính phủ Canada và British Columbia thương lượng, trong đó có một cam kết của chính phủ trung ương về việc xây dựng một tuyến đường sắt liên kết British Columbia đến hệ thống đường sắt Canada trong vòng 10 năm sau liên hiệp. Đảo Vương tử Edward gia nhập vào ngày 1 tháng 7 năm 1873 cũng theo một sắc lệnh của Xu mật viện Đế quốc. Một trong các điều khoản liên hiệp Đảo Vương tử Edward là chính phủ liên bang đảm bảo vận hành một liên kết phà, điều này bị bỏ sau khi hoàn thành cầu Confederation vào năm 1997). Alberta và Saskatchewan được thành lập vào ngày 1 tháng 9 năm 1905 theo các đạo luật của Quốc hội Canada. Newfoundland gia nhập vào ngày 31 tháng 3 năm 1949 theo một đạo luạt của Quốc hội Đế quốc, với đảm bảo về một liên kết phà.
Quân chủ thu được Đất Rupert và Lãnh thổ Tây-Bắc từ Công ty Vịnh Hudson vào năm 1869 (song chưa trả tiền cho CÔng ty cho đến năm 1870), và sau đó chuyển giao thẩm quyền cho Quốc gia tự trị Canada vào ngày 15 tháng 7 năm 1870, hợp nhất chúng và đặt tên là Các lãnh thổ Tây-Bắc. Năm 1880, Anh nhượng lại toàn bộ các đảo Bắc Cực Bắc Mỹ cho Canada, cho đến đảo Ellesmere. Từ lãnh thổ rộng lớn này, chính phủ trương ương lập ra ba tỉnh (Manitoba, Saskatchewan, Alberta) và hai lãnh thổ (Yukon và Các lãnh thổ Tây-Bắc), và mởa rộng Quebec, Ontario. Sau đó, Nunavut được tách ra từ Các lãnh thổ Tây Bắc vào ngày 1 tháng 4 năm 1999.
| Thứ tự | Ngày                | Tên                                                        |
| ------ | ------------------- | ---------------------------------------------------------- |
| 1-4    | 1 tháng 7 năm 1867  | Ontario                                                    |
| 1-4    | 1 tháng 7 năm 1867  | Quebec                                                     |
| 1-4    | 1 tháng 7 năm 1867  | Nova Scotia                                                |
| 1-4    | 1 tháng 7 năm 1867  | New Brunswick                                              |
| 5-6    | 15 tháng 7 năm 1870 | Manitoba                                                   |
| 5-6    | 15 tháng 7 năm 1870 | Northwest Territories                                      |
| 7      | 20 tháng 7 năm 1871 | British Columbia                                           |
| 8      | 1 tháng 7 năm 1873  | Prince Edward Island                                       |
| 9      | 13 tháng 6 năm 1898 | Yukon Territory - (đổi thành Yukon vào năm 2003)           |
| 10-11  | 1 tháng 9 năm 1905  | Saskatchewan                                               |
| 10-11  | 1 tháng 9 năm 1905  | Alberta                                                    |
| 12     | 31 tháng 3 năm 1949 | Newfoundland - (renamed Newfoundland and Labrador in 2001) |
| 13     | 1 tháng 4 năm 1999  | Nunavut                                                    |

1. 1 2 3 4 5  Năm 1870, Công ty Vịnh Hudson-kiểm soát Đất Rupert và Lãnh thổ Tây-Bắc được chuyển giao cho Quốc gia tự trị Canada. Hầu hết các khu vực này tạo thành Các lãnh thổ Tây Bắc mới thành lập, song khu vực quanh pháo đài Garry đồng thời hình thành tỉnh Manitoba theo Đạo luật Manitoba 1870. Manitoba, Ontario và Quebec sau đó nhận thêm đất từ Các lãnh thổ Tây Bắc, và Yukon, Alberta, Saskatchewan, và Nunavut sau đó được tách ra khỏi Các lãnh thổ Tây Bắc. Các tỉnh còn lại gia nhập Canada với tư cách thuộc địa riêng biệt và độc lập từ trước đó.